# Список найстаріших банків
Список найстаріших банків у світі які діють по-сьогодні.

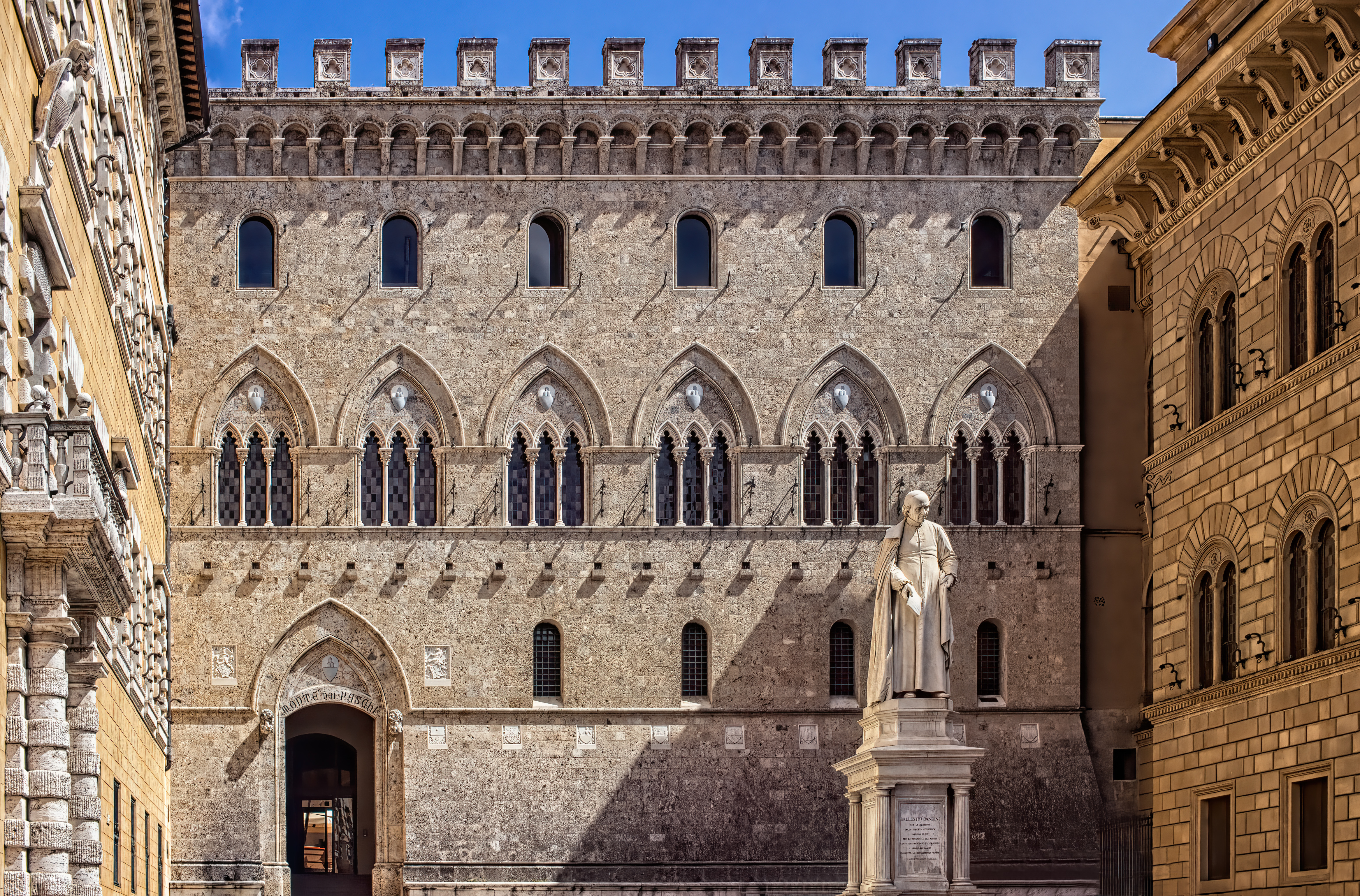
Banca Monte dei Paschi di Siena Штаб-квартира в Сієні сьогодні

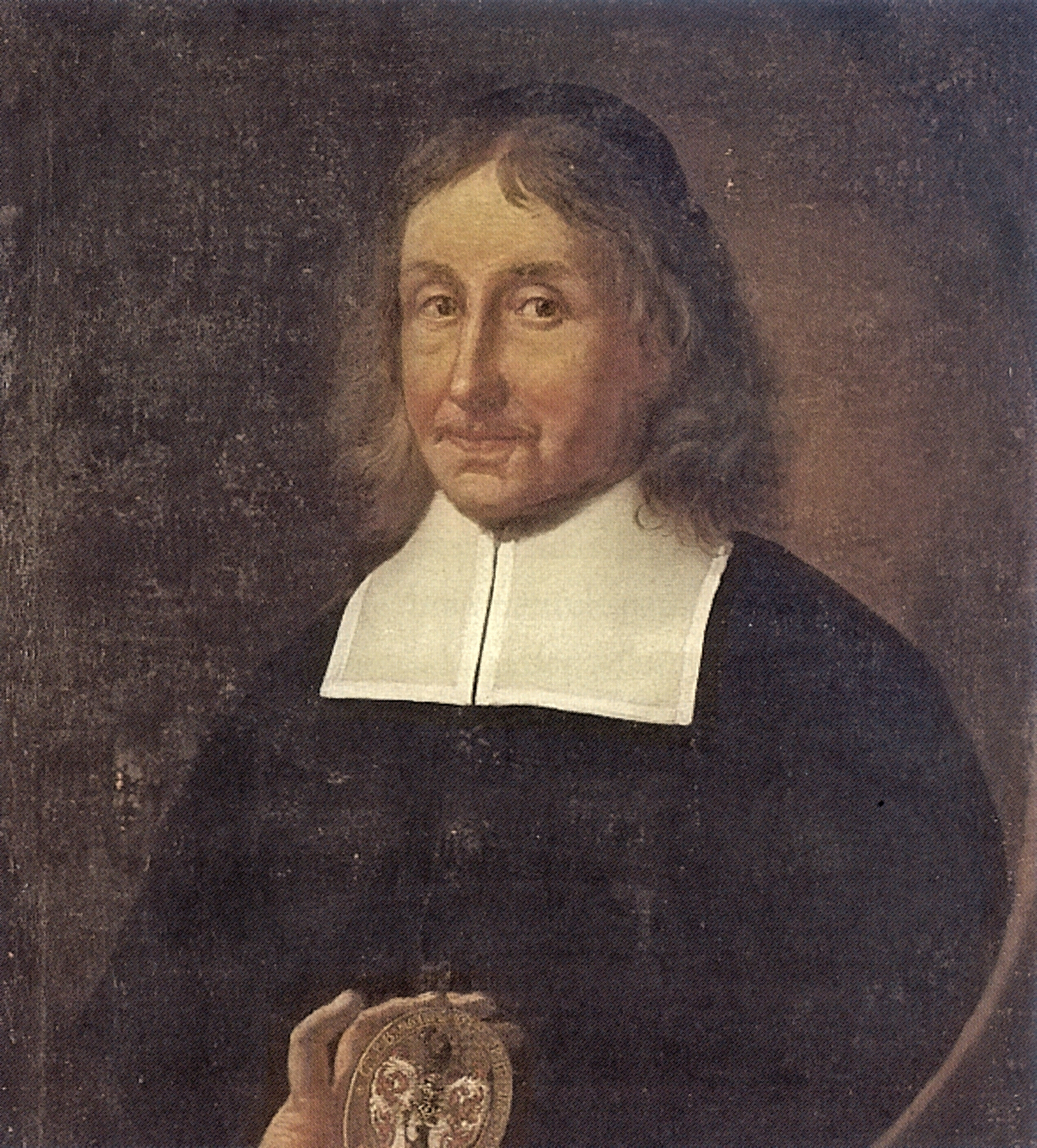
Банкір Корнеліус Беренберг, член родини Беренбергів, дід якого заснував Berenberg Bank в 1590

## Банки, засновані до 1600 року
| Рік  | Банк                            | Країна походження |
| ---- | ------------------------------- | ----------------- |
| 1472 | Banca Monte dei Paschi di Siena | Італія            |
| 1590 | Berenberg Bank                  | Німеччина         |

## Банки, засновані в XVII столітті
| Рік  | Банки                            | Країна походження |
| ---- | -------------------------------- | ----------------- |
| 1614 | Stadsbank van Lening (Амстердам) | Нідерланди        |
| 1668 | Банк Швеції                      | Швеція            |
| 1672 | C. Hoare & Co                    | Англія            |
| 1674 | Metzler банк                     | Німеччина         |
| 1690 | Barclays                         | Англія            |
| 1692 | Coutts                           | Англія            |
| 1694 | Банк Англії                      | Англія            |
| 1695 | Банк Шотландії                   | Шотландія         |